# Traumbild 2
Traumbild 2, är en komposition (utan opusnummer) av Johann Strauss den yngre. Ort och datum för första framförandet är okänt.

## Historia
Mot slutet av sitt liv tillät sig Johann Strauss lyxen att komponera musik för sitt eget höga nöjes skull snarare än av ekonomisk nödvändighet. I ett brev till sin bror Eduard Strauss skrev han: 
"Sätter som jag tillbringar tiden nu är mycket komisk. Jag påbörjade ett orkesterstycke som ligger mellan allvarlighet och humor, utan att binda mig till någon speciell form, även om varje tema har introducerats enligt sin form. Från allvarlighet till glädje är ett stort steg så det har överlåtits till fri fantasi hur stegen uppkommer. Det första av dessa musikaliska udda grejer är mer passionerat, det andra (jag har tillräckligt med tid att skriva sådant) är ett porträtt av Adèle. Du förstår att utan en förläggare kan jag nu handla och göra som jag vill, och jag kan också roa mig själv, något som inte unnades mig förut. För det musikaliska porträttet av min hustru som jag skapar får jag inte ens 5 floriner. Man måste vara fri från tvång, vilket jag aldrig var, för att komma på idén att porträttera familjen i musik. Din tur kommer också: ingen är immun från grymhet. Föreställ dig porträtten av [systrarna] Netti och Therese! Den senares porträtt än verkligen ingen lätt uppgift för en musiker! Mycket hår, och sedan är saken klar!"
En annan gång bad Johann brodern att spela igenom skisserna till Traumbilder vid en repetition för att höra på orkesterns klang och rätta till eventuella misstag. Han ville publicera verken själv, men det skedde aldrig. Vid sin död i juni 1899 låg de opublicerade och den tvådelade kompositionen som Johann lämnade till Eduard bar titeln Traumbilder. Helt annorlunda än allt annat han skrev visar de att valskungen var en passionerad men melankolisk figur.
Den 8 december 1899, sex månader efter Johanns död, annonserade förlaget "Josef Weinberger" följande: "!Nyhet! Sensationell musikalisk julklapp. Det postuma verket 'Traumbilder' av Johann Strauss har precis publicerats. Två fantasistycken för solopiano". Styckena är emellertid placerad i fel ordning; Strauss hade betecknat 'Traumbild 1' som den "mer passionerade", nu beskrevs 'Traumbild 2' så. Tyvärr var det endast till Traumbild 1 som förlaget publicerade orkesternoterna och det är detta verk som enligt Strauss brev skulle ses som "ett porträtt av Adèle". Huruvida Traumbild 2 någonsin orkestrerades och uppfördes är okänt. Nutida inspelningar av Traumbild 2 har arrangerats av Christian Pollack utifrån det svårlästa originalmanuskriptet. Traumbild 1 uppfördes första gången den 21 januari 1900 i Musikverein.

## Om verket
Speltiden är ca 7 minuter och 9 sekunder plus minus några sekunder beroende på dirigentens musikaliska tolkning.

## Weblänkar
- Traumbild 2 i Naxos-utgåvan.